# حبيل السنيدي (حالمين)

تعديل مصدري - تعديل

حبيل السنيدي هي إحدى قرى عزلة حبيل الريدة بمديرية حالمين التابعة لمحافظة لحج، بلغ تعداد سكانها 38 نسمة حسب تعداد اليمن لعام 2004.